# June Clyde
June Clyde (St. Joseph, de Misuri, 2 de diciembre de 1909-Fort Lauderdale, de Florida, 1 de octubre de 1987) fue una actriz, cantante y bailarina estadounidense.
Clyde comenzó su carrera a los siete años de edad en el teatro de vodevil, apareciendo con el nombre de Baby Tetrazini. Progresó hasta llegar a tener una modesta carrera en el cine de Hollywood, antes de casarse con el director cinematográfico inglés Thornton Freeland. Clyde se trasladó a Inglaterra con su marido y actuó en varios filmes británicos y en producciones teatrales a partir de 1934, además de volver periódicamente a los Estados Unidos para actuar tanto en el cine como en el teatro.  

## Trabajo teatral
- 1934 - Lucky Break Musical en Londres.
- 1935 - The Flying Trapeze Musical en Londres.
- 1937 - Hooray for What! Musical en Broadway.
- 1941 - Banjo Eyes Musical en Broadway.

## Filmografía
- 1929 - Tanned Legs
- 1930 - Hit the Deck
- 1930 - The Cuckoos
- 1930 - Midnight Mystery
- 1930 - Humanettes
- 1931 - Arizona
- 1931 - The Mad Parade
- 1931 - Morals for Women
- 1931 - Branded Men
- 1931 - The Secret Witness
- 1932 - Steady Company
- 1932 - The Cohens and Kellys in Hollywood
- 1932 - Racing Youth
- 1932 - Radio Patrol
- 1932 - Thrill of Youth
- 1932 - Back Street (La usurpadora)
- 1932 - The All-American
- 1932 - The Finishing Touch
- 1932 - Tess of the Storm Country
- 1932 - A Strange Adventure
- 1932  - Oh! My Operation
- 1933  - File 113
- 1933  - Forgotten
- 1933  - Room Mates
- 1933  - A Study in Scarlet
- 1933  - Hold Me Tight
- 1933  - Her Resale Value
- 1933  - Only Yesterday
- 1934  - I Hate Women
- 1934  - Hollywood Party
- 1934  - Hollywood Hoodlum
- 1935  - Dance Band
- 1935  - She Shall Have Music
- 1935  - Charing Cross Road
- 1935  - No Monkey Business
- 1936  - King of the Castle
- 1936  - Land Without Music
- 1937  - Intimate Relations
- 1937  - Aren't Men Beasts?
- 1937  - School for Husbands (Escuela para maridos)
- 1937  - Make-Up
- 1937  - Let's Make a Night of It
- 1937  - Sam Small Leaves Town
- 1938  - Weddings Are Wonderful
- 1939  - His Lordship Goes to Press
- 1941  - Country Fair
- 1941  - Sealed Lips
- 1941  - Unfinished Business (Ansia de amor)
- 1943  - Hi'ya, Chum
- 1944  - Seven Doors to Death
- 1945  - Hollywood and Vine
- 1946  - Behind the Mask
- 1951 - Night Without Stars
- 1952 - Treasure Hunt
- 1952 - 24 Hours of a Woman's Life (24 horas en la vida de una mujer)
- 1954 - The Love Lottery (La lotería del amor)
- 1957 - After the Ball
- 1957 - "The Vise"
- 1957 - The Story of Esther Costello (La historia de Esther Costello)